# Archytas damippus
Archytas damippus är en tvåvingeart som först beskrevs av Walker 1849.  Archytas damippus ingår i släktet Archytas och familjen parasitflugor. Inga underarter finns listade i Catalogue of Life.